# Ivánkaszentgyörgy várkastélya
Ivánkaszentgyörgy várkastélya (horvátul: Bedemgrad Ivankovo) egy középkori várhely Horvátországban, Vukovár-Szerém megyében, Ivánkaszentgyörgy településen.

## Fekvése
Ivánkaszentgyörgy központjától délkeletre a Grac utcában találhatók csekény nyomai.

## Története
A várkastélyt 1453-ban említik először castellumként „Iwanka Zenth Gewrg” néven, melyre vámjával együtt Kórógyi János macsói bán tartotta jogát. 1455-ben másik fele Bothos András lányainak, Annának és Margitnak a birtoka. 1472-ben Kórógyi János fiának, Gáspárnak halálakor a királyé lett és Mátyás király monoszlói Csupor Miklósnak adta. Az ő halála után 1474-ben Dabasi Péter és testvérei kapták, majd Dabasi fiúutód nélküli halálával 1488-ban királyi adományként vingárti Geréb László, Péter és Mátyás kapták. Később Corvin Jánosé lett, majd 1503-ban Szentpéteri László, 1507-ben pedig a Nagypói és a csömöri Zay család birtoka lett. 
A település 1536 körül került török kézre és 150 évi török uralom után 1687-ben szabadult fel. Amikor Katzianer császári tábornagy 1537-ben rövid időre felszabadította Ivánkaszentgyörgyöt, a várat nem sikerült elfoglalnia. A várból érkező török tüzérségi tűz csaknem megsemmisítette haderőit. A 16. század második felében Ivánkaszentgyörgy a Szerémi szandzsák egyik náhije székhelye lett. 150 évi török uralom után 1687-ben szabadult fel végleg. A várkastély valószínűleg felszabadító harcok során pusztult el.

## A vár mai állapota
A műholdas képek az erőd négyzet alaprajzát mutatják, melynek mérete mintegy 50-szer 50 méter. Az is látható, hogy két koncentrikus, vízzel megtöltött várárok vette körül. Sajnos nincs adatunk arról, miből épült, csak feltételezhető, hogy fából és földből készült.